# Mompha millotella
Mompha millotella é uma espécie de mariposa do gênero Mompha pertencente à família Coleophoridae.